# Канепина
Канепина (итал. Canepina) је насеље у Италији у округу Витербо, региону Лацио.
Према процени из 2011. у насељу је живело 2916 становника. Насеље се налази на надморској висини од 538 м.

## Становништво
Према резултатима пописа становништва 2011. у општини је живело 3.149 становника.
| 1936. | 1951. | 1961. | 1971. | 1981. | 1991. | 2001. | 2011. |
| ----- | ----- | ----- | ----- | ----- | ----- | ----- | ----- |
| 3.050 | 3.088 | 3.025 | 3.031 | 3.073 | 3.098 | 3.095 | 3.149 |

## Партнерски градови
- Laragne-Montéglin